# Volkswagen Touareg
Il Volkswagen Touareg è un'autovettura di tipo SUV prodotto dalla casa automobilistica tedesca Volkswagen a partire dal 2002.
È stato sviluppato insieme alla Porsche e infatti condivide il telaio ed altre parti, oltre che con l'Audi Q7, con il Porsche Cayenne.
Si confronta sul mercato delle grandi 4x4 di BMW, Mercedes-Benz, Volvo, Lexus, Jeep e Land Rover.
I Tuareg sono una tribù desertica, e forse il SUV Volkswagen è stato denominato con il loro nome per ricordare gli ampi spazi del deserto, che solo un grande veicolo fuoristrada potrebbe cimentarsi a percorrere.

## Prima serie (2002-2010)
La gamma iniziale prevedeva motori sia diesel che a benzina: R5 TDI 2.5L 174 CV, la versione "entry level", il turbodiesel 3.0L V6 TDI da 224 CV, il 5.0L V10 TDI con 313 CV, il 3.2L V6 da 241 CV, il 3.6L V6 da 280 CV, un 4.2L V8 da 310 CV e infine il 6.0L W12 che eroga 450 CV, che permettono di far scattare la vettura da 0–100 km/h in 5,9" e di spingerla fino a 250 km/h (autolimitati elettronicamente).
Nel 2004 venne realizzata una versione speciale della Touareg, denominata Expedition. Pensata per poter viaggiare all'interno di zone impervie ed equipaggiata con i propulsori benzina V6 e diesel R5 TDI e V6 TDI, presenta un assetto irrigidito e rialzato di 25 mm, pneumatici con battistrada tecnico, cerchi in alluminio da 17 pollici, sensore della pressione degli pneumatici, blocco del differenziale posteriore, batteria di scorta, carrucola elettrica integrata nel paraurti anteriore, griglia porta pacchi con fari supplementari integrati e piastra di protezione per il sottoscocca.
Altra versione speciale è la Pick-Up, realizzata dalla Volkswagen Individual come one-off per testare la risposta del pubblico ad un eventuale produzione in serie.
Diversi modelli della Touareg sono stati presi in dotazione da diversi dipartimenti di polizia europei come autovetture di servizio.

### Restyling 2007

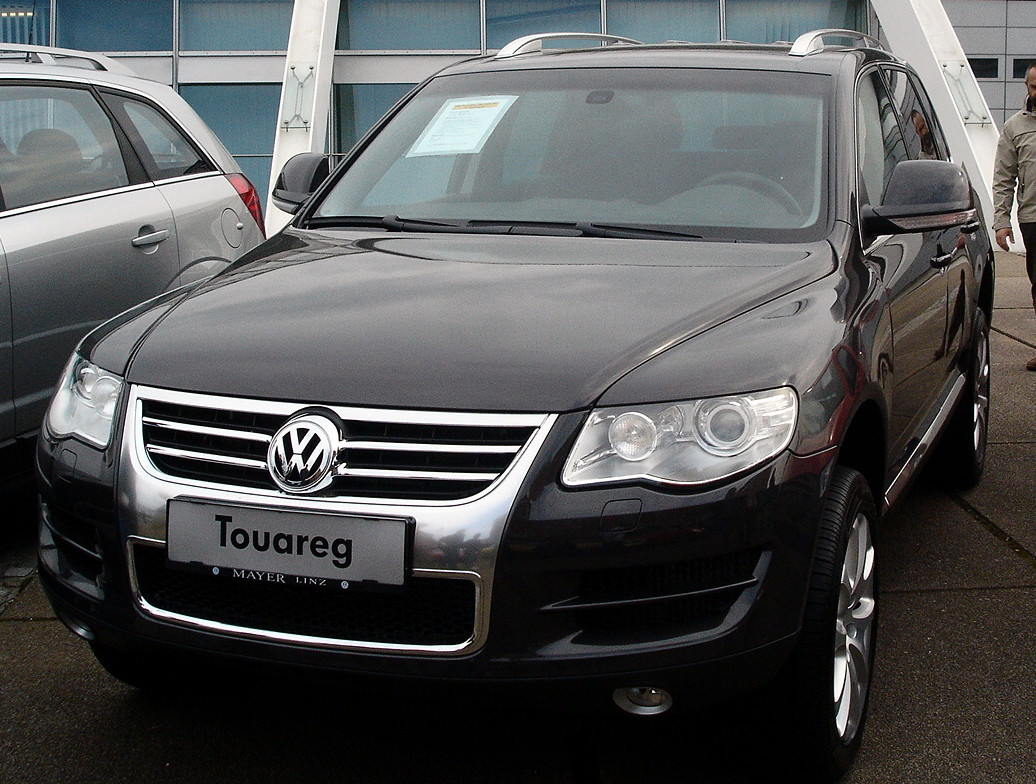
Il restyling del 2007

Nel febbraio 2007 c'è stato un leggero restyling di metà carriera, con modifiche soprattutto nell'anteriore dove spicca una grande calandra cromata che segue il nuovo corso stilistico di casa Volkswagen. Inoltre la Touareg fu alleggerita, data la mole elevata della prima generazione di ben 2400 kg, con una serie di interventi mirati, come ad esempio il divano posteriore che ha perso 8 kg di peso.

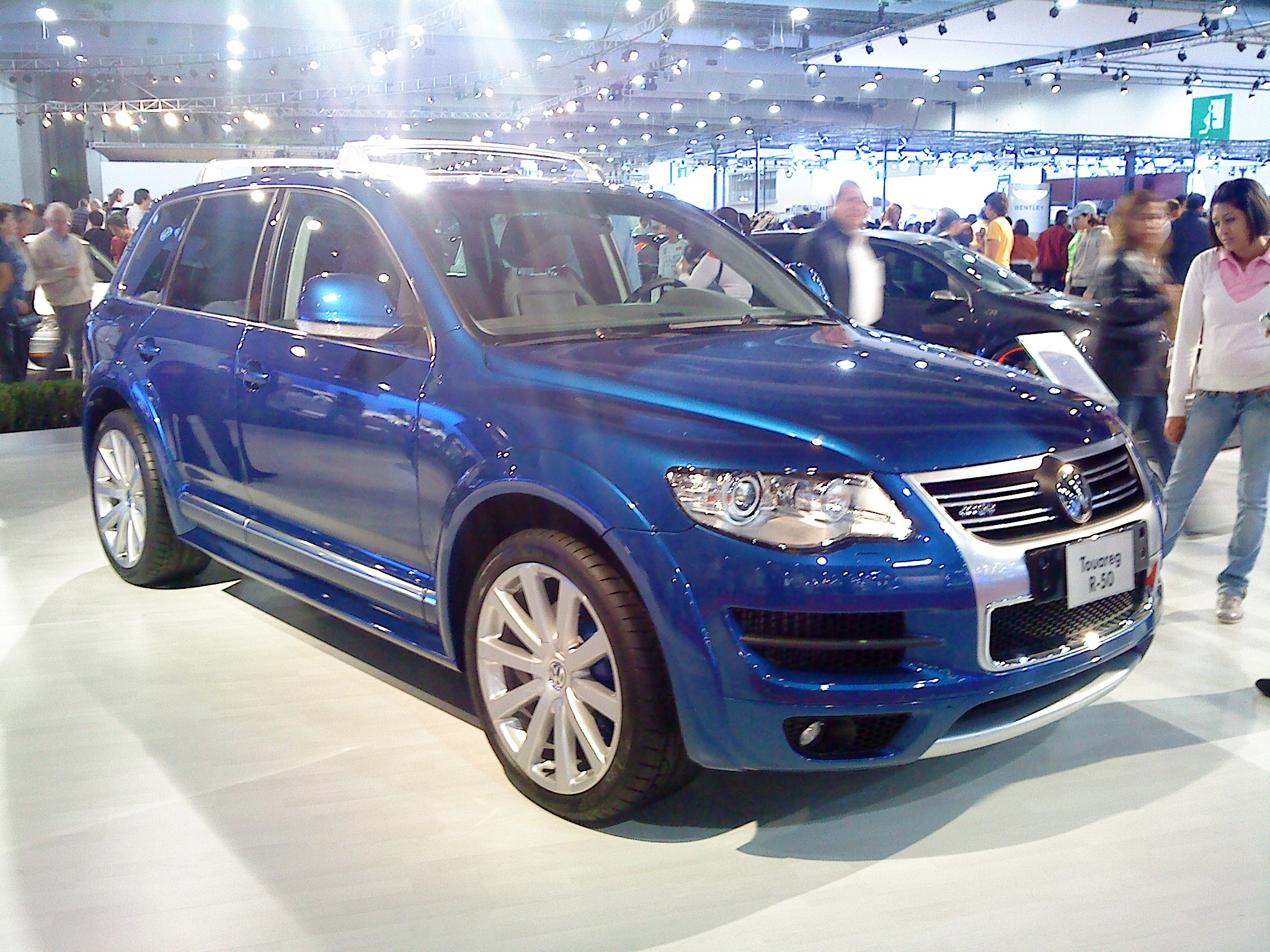
Volkswagen Touareg R50

Sul fronte dei motori vi sono tre unità a benzina e tre a gasolio: i benzina: 3.6 FSI da 280 CV (206 kW), il 4.2 FSI da 350 CV (257 kW), il 6.0 W12 da 450 CV (331 kW) (quest'ultimo non inserito nel catalogo italiano); i diesel: 2.5 TDI R5 da 174 CV (128 kW), il 3.0 TDI V6 da 224 CV (165 kW), il 5.0 TDI V10 da 353 CV (261 kW), chiamata R50.
Nel campo dei diesel il 3.0 TDI presenta una coppia motrice di 510 N·m a 1750 giri/min e dichiara come prestazioni 201 km/h di velocità massima, 212 km/h con sospensioni pneumatiche e da 0 a 100 km/h in 8,9 secondi. Il 2.5 TDI è maggiormente economico mentre il 5.0 TDI dispone di 850 N·m di coppia massima e permette a questa vettura dal peso di oltre 25 quintali di accelerare da 0 a 100 km/h in 6,7 secondi circa.
Dal novembre 2007 è stato introdotto il nuovo motore 3.0 TDI da 239 CV e 550 N·m a 2500 giri/min.
Per tutti i modelli come optional vi sono le sospensioni pneumatiche che hanno tre livelli di messa a punto: auto, comfort e sport. Queste agevolano l'utilizzo in fuoristrada dato che è possibile fissare l'altezza del veicolo dal suolo fino a 30 cm. Le sospensioni pneumatiche hanno anche la funzione di compensare il rollio, aiutando a migliorare il comportamento stradale. Su tutte le versioni è di serie il sistema ABS plus, che consente di diminuire gli spazi di frenata anche su fondi difficili (sabbia, ghiaia, ecc.) poiché per una breve frazione di tempo blocca le gomme facendo creare davanti a queste un accumulo di detriti e aiutando così la decelerazione.

### Motorizzazioni
| Modello               | Disponibilità       | Motore  | Cilindrata (cm³) | Potenza         | Coppia max (N·m) | Emissioni CO2 (g/km) | 0–100 km/h (secondi) | Velocità max (km/h) | Consumo medio (km/l) |
| 3.2 V6                | dal debutto al 2004 | Benzina | 3189             | 162 kW (220 CV) | 305              | 324                  | 9,9                  | 197                 | 6,8                  |
| 3.2 V6/240 CV         | dal 2004 al 2006    | Benzina | 3189             | 177 kW (241 CV) | 310              | 331                  | 9,8                  | 202                 | 6,8                  |
| 3.6 V6 FSI            | dal 2006 al 2010    | Benzina | 3597             | 206 kW (280 CV) | 360              | 317                  | 8,6                  | 218                 | 7,0                  |
| 4.2 V8                | dal 2003 al 2005    | Benzina | 4172             | 228 kW (310 CV) | 410              | 355                  | 8,1                  | 225                 | 6,4                  |
| 4.2 V8 FSI            | dal 2006 al 2009    | Benzina | 4163             | 257 kW (350 CV) | 440              | 329                  | 7,5                  | 244                 | 6,7                  |
| 6.0 W12               | dal 2005 al 2010    | Benzina | 5998             | 331 kW (450 CV) | 600              | 375                  | 5,9                  | 250                 | 6,0                  |
| 2.5 R5 TDI DPF        | dal 2003 al 2010    | Diesel  | 2461             | 128 kW (174 CV) | 400              | 267                  | 12,4                 | 184                 | 9,5                  |
| 3.0 V6 TDI DPF        | dal 2005 al 2008    | Diesel  | 2967             | 165 kW (224 CV) | 500              | 262                  | 8,9                  | 204                 | 9,6                  |
| 3.0 V6 TDI/240 CV DPF | dal 2007 al 2010    | Diesel  | 2967             | 176 kW (240 CV) | 550              | 262                  | 8,3                  | 204                 | 9,6                  |
| 5.0 V10 TDI DPF R50   | dal 2008 al 2010    | Diesel  | 4921             | 261 kW (353 CV) | 860              | 333                  | 6,7                  | 235                 | 7,5                  |

## Seconda serie (2010-2018)

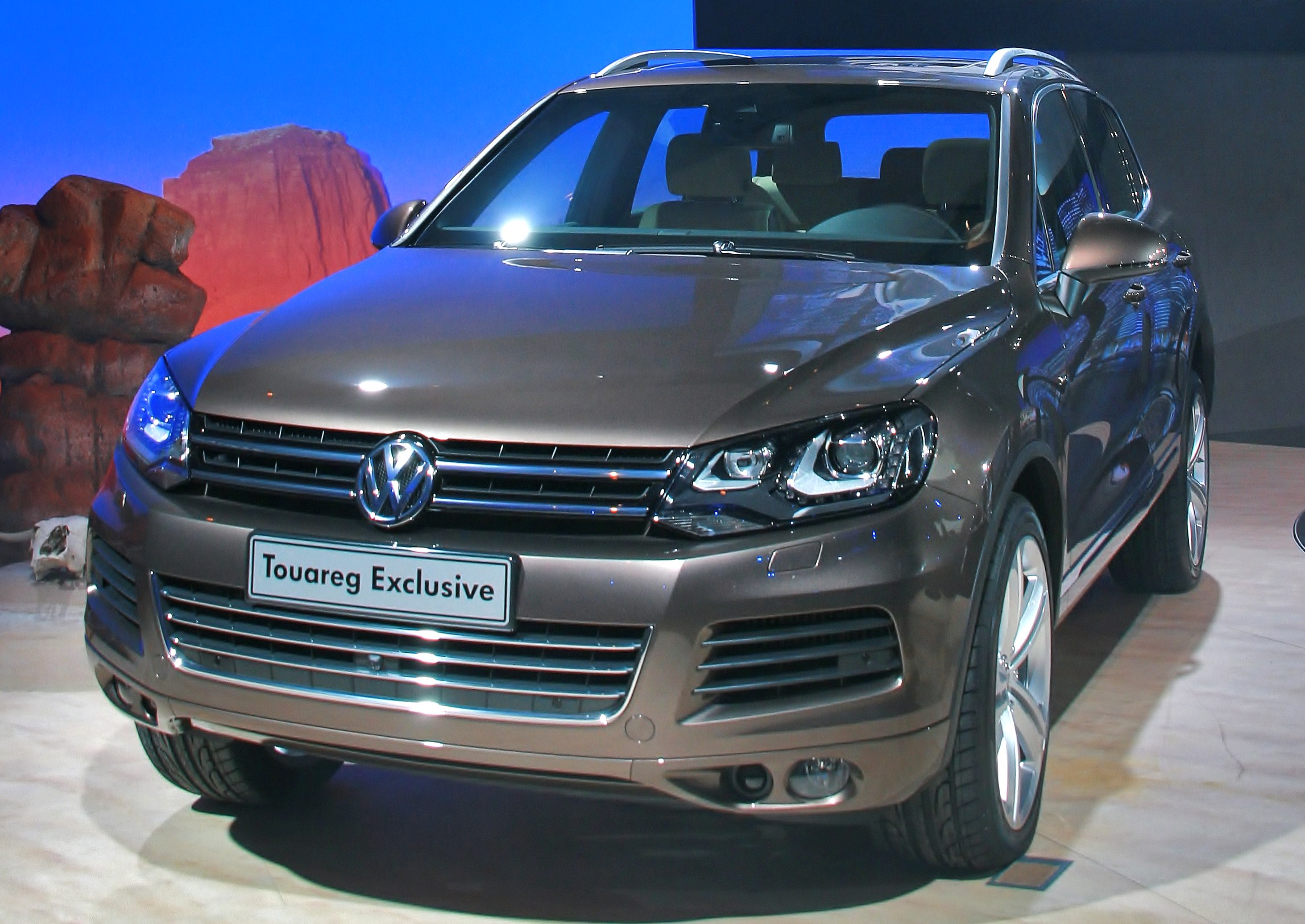
Volkswagen Touareg II serie

La seconda serie del SUV di Wolfsburg viene rivelata il 10 febbraio 2010 a Monaco; il nuovo modello, dalle dimensioni esterne leggermente aumentate, è stato completamente rinnovato ed ha un design in linea con quello delle altre vetture VW del momento, pianale e estetica sono nuovi e le motorizzazioni sono state pesantemente rivisitate. A differenza della Touareg 1ª serie che aveva soluzioni tecniche fuoristradistiche di serie, questo nuovo modello va ad avere le marce ridotte ed il blocco dei differenziali disponibili solo per la versione equipaggiata con il Terrain Tech pacchetto off-road che rende questo SUV adatto anche alle situazioni di guida estreme.
Il nuovo Touareg, al lancio, è stato dotato di 3 motori:
- 3.0 V6 TDI da 245 CV
- 4.2 V8 TDI da 340 CV
- 3.0 V6 Hybrid da 333 CV

Nel 2012 ne è stata realizzata una versione speciale denominata Snowareg. Dotata di un propulsore V8 TDI 4.2 da 340 cv di potenza e 880 Nm di coppia, la vettura venne realizzata su iniziativa di Volkswagen Sweden per celebrare la tappa rallistica svedese del WRC 2012 ed era dotata di cingoli al posto delle canoniche quattro ruote per migliorare le sue prestazioni off-road. L'accelerazione avveniva in 5,8 secondi, con velocità massima di 242 km/h.

### Restyling 2014

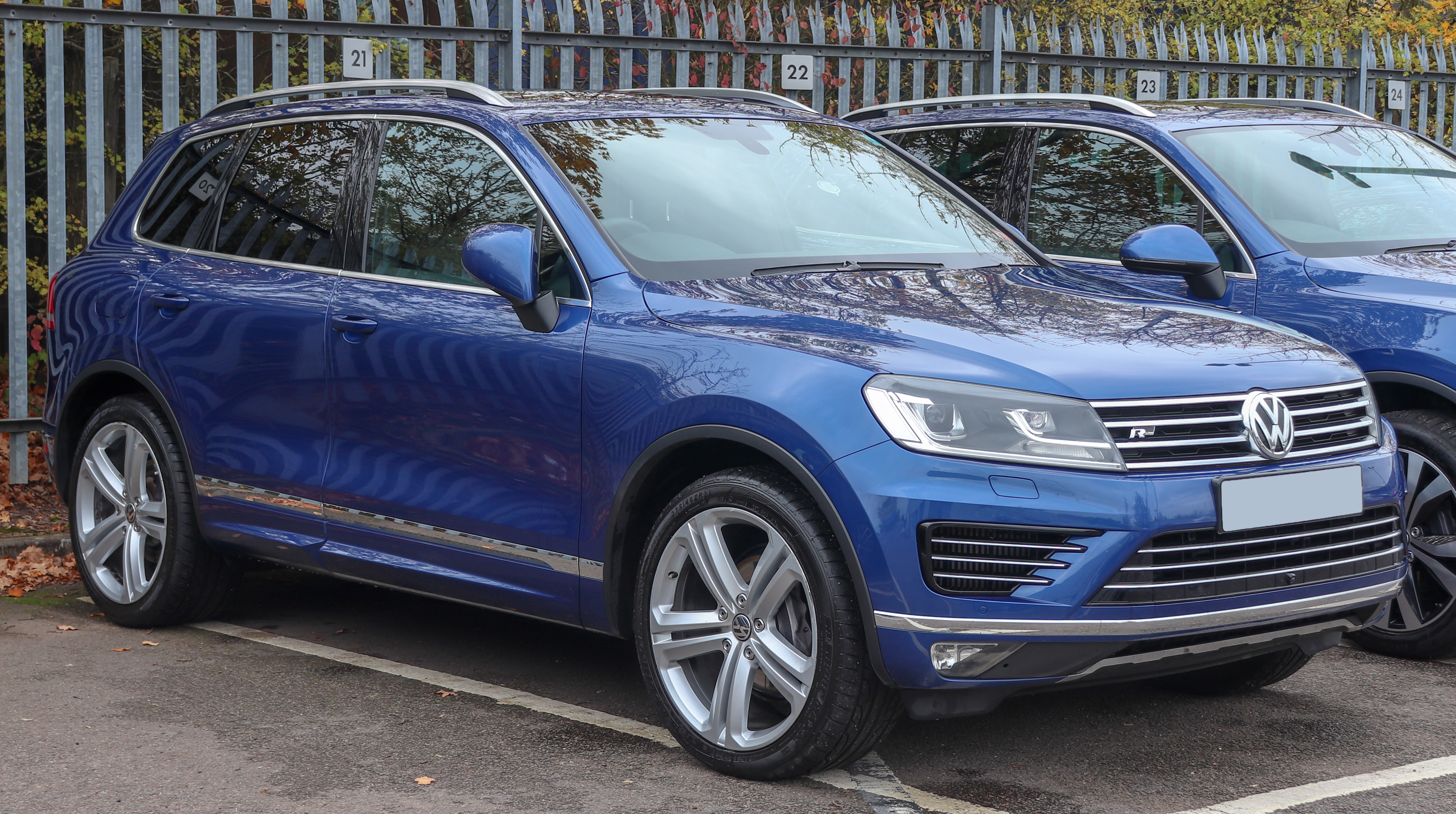
Touareg (restyling 2014)

Nel 2014 è uscita la versione restyling aggiornata ovviamente sia dal punto di vista estetico che da quello delle tecnologie e motorizzazioni. Il motore 3 litri TDI viene proposto nelle varianti da 204 o 262 cv, non più quindi nello step da 245.

### Motorizzazioni
| Modello           | Disponibilità    | Motore | Cilindrata (cm³) | Potenza         | Coppia max (N·m) | Emissioni CO2 (g/km) | 0–100 km/h (secondi) | Velocità max (km/h) | Consumo medio (km/l) |
| 3.0 V6 TDI        | dal 2010 al 2011 | Diesel | 2967             | 176 kW (240 CV) | 550              | 195                  | 7,8                  | 218                 | 13,2                 |
| 3.0 V6 TDI/245 CV | dal 2011 al 2015 | Diesel | 2967             | 180 kW (245 CV) | 550              | 195                  | 7,8                  | 218                 | 13,5                 |
| 4.2 TDI V8        | dal 2010 al 2015 | Diesel | 4134             | 250 kW (340 CV) | 880              | 239                  | 5,8                  | 242                 | 12,0                 |
| 3.0 V6 TSI Hybrid | dal 2010 al 2015 | Ibrida | 2995             | 245 kW (333 CV) | 440              | 193                  | 6,5                  | 240                 | 12,2                 |

## Terza serie (dal 2018)

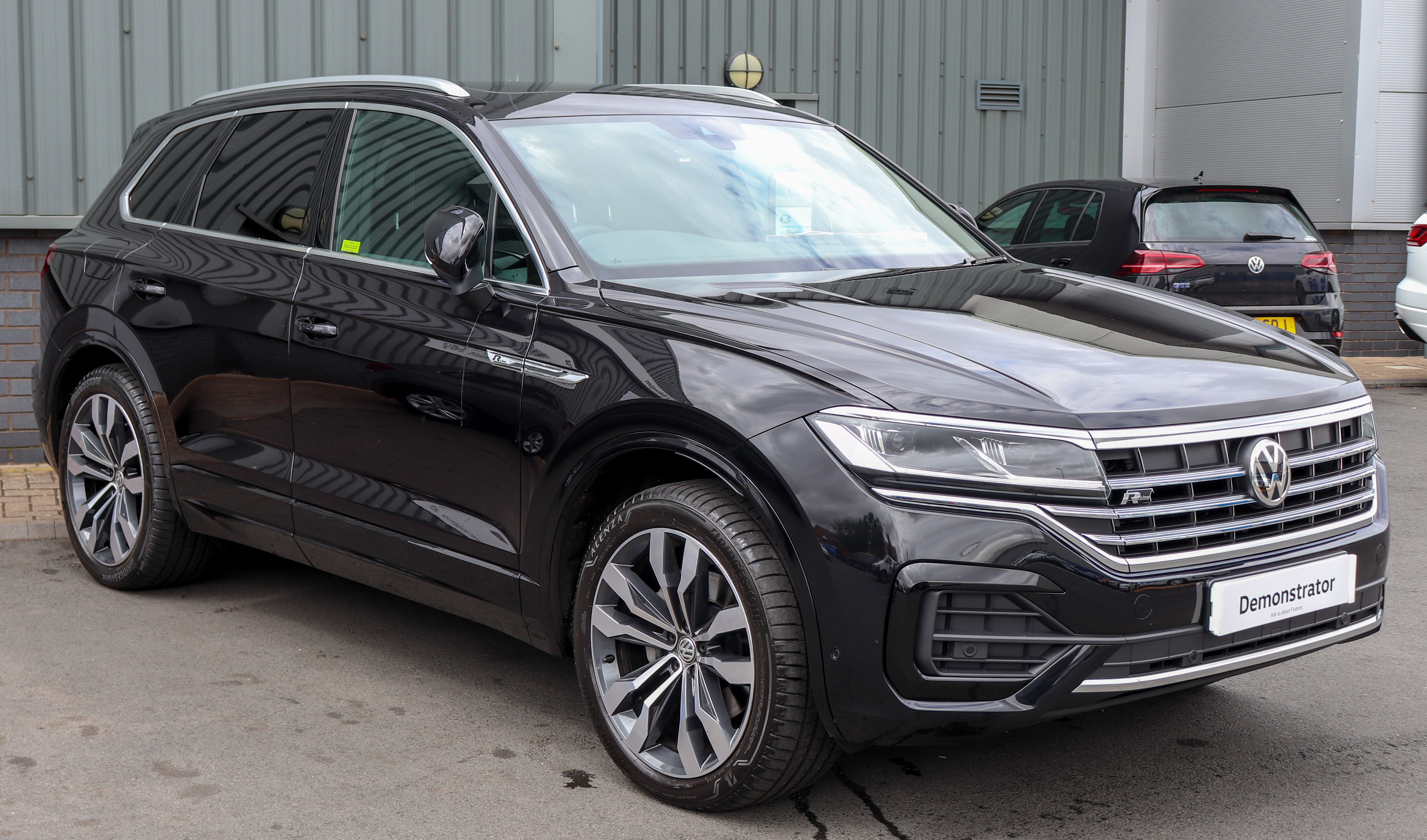
Volkswagen Touareg R-Line 2018

La terza serie del SUV tedesco viene presentata ufficialmente il 23 marzo 2018 al salone di Pechino. Con l'uscita di produzione della Volkswagen Phaeton, il Touareg diventa la nuova ammiraglia della casa di Wolfsburg, infatti dispone della piattaforma MLB Evo del Gruppo usata anche su Audi Q7 e Q8, Bentley Bentayga, Porsche Cayenne e Lamborghini Urus che prevede l'uso di alluminio che alleggerisce di molto il peso della vettura. 
Al lancio, sono presenti come motorizzazioni due motori turbodiesel 3.0 V6 TDI da 231 e 286 cv.
In seguito al Salone di Ginevra 2019 viene presentata la versione ad otto cilindri denominata Touareg V8, che eroga 421 cv e 900 Nm di coppia per uno 0-100 in 4,9 secondi e una velocità massima autolimitata a 250 km/h.
Nel 2023 il Touareg ha avuto un restyling di metà carriera perdendo la versione a benzina sostituita da una versione eHybrid.
| Modello                   | Disponibilità    | Motore         | Cilindrata (cm³) | Potenza       | Coppia max (Nm) | Emissioni CO2 (g/km) | 0-100 km/h (secondi) | Velocità max (Km/h) | Consumo medio (km/l) | Km in elettrico (KmE) |
| ------------------------- | ---------------- | -------------- | ---------------- | ------------- | --------------- | -------------------- | -------------------- | ------------------- | -------------------- | --------------------- |
| 3.0 V6 TSI                | Dal 2018 al 2023 | Benzina        | 2995             | 250 kW 340 CV | 450             | 251                  | 5,9                  | 250                 | 9                    | -                     |
| 3.0 V6 TDI (231 CV)       | Dal 2018 al 2023 | Diesel         | 2967             | 170 kW 231 CV | 500             | 216                  | 7,5                  | 222                 | 12,2                 | -                     |
| 3.0 V6 TDI (286 CV)       | Dal 2018 al 2023 | Diesel         | 2967             | 210 kW 286 CV | 600             | 215                  | 6,3                  | 236                 | 12,2                 | -                     |
| 3.0 V6 eHybrid (381 CV)   | Dal 2023 ad ora  | Ibrida Plug-in | 2995             | 280 kW 381 CV | 600             | 48                   | 6,3                  | 250                 | 10 (A batt. scarica) | 51                    |
| 3.0 V6 eHybrid R (462 CV) | Dal 2023 ad ora  | Ibrida Plug-in | 2995             | 340 kW 462 CV | 700             | 51                   | 5,1                  | 250                 | 10 (A batt. scarica) | 51                    |
| 3.0 V6 TDI (231 CV)       | Dal 2023 ad ora  | Diesel         | 2967             | 170 kW 231 CV | 500             | 209                  | 7,7                  | 222                 | 12,5                 | -                     |
| 3.0 V6 TDI (286 CV)       | Dal 2023 ad ora  | Diesel         | 2967             | 210 kW 286 CV | 600             | 209                  | 6,3                  | 236                 | 12,5                 | -                     |

## Race Touareg

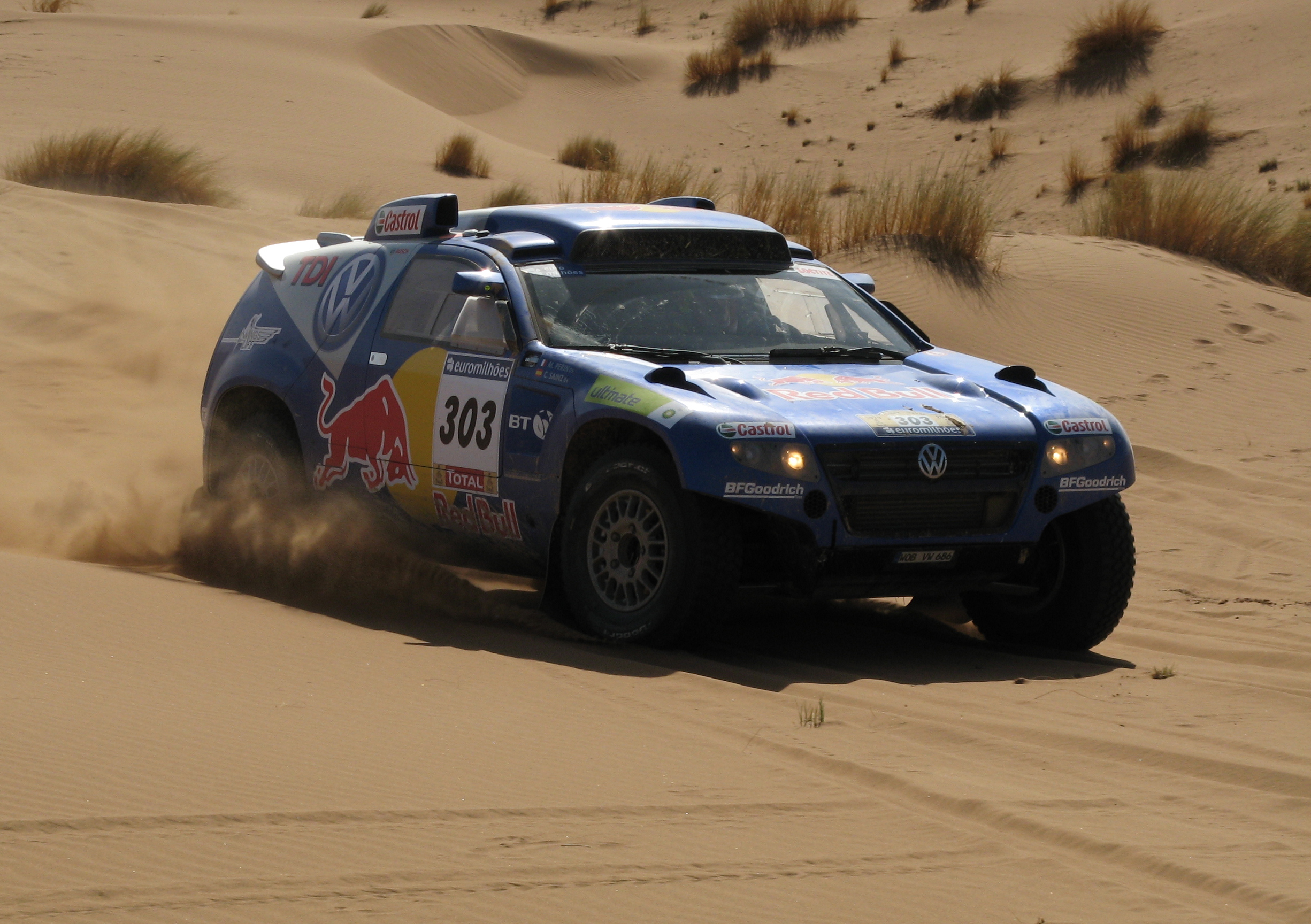
Volkswagen Race Touareg 2

Nell'ambito delle competizioni motoristiche, la Volkswagen ha gareggiato nel Rally Dakar con un programma ufficiale dal 2004 al 2011 schierando il Volkswagen Race Touareg, un fuoristrada prototipo realizzato esclusivamente per competere nei rally raid con caratteristiche tecniche nettamente differenti dal normale SUV stradale. Il veicolo dispone di telaio a traliccio tubolare in acciaio, carrozzeria in fibra di carbonio (con limitati richiami stilistici alla versione di serie), trazione integrale, sospensioni e ammortizzatori ad ampia escursione per affrontare percorsi sconnessi, spinto da un motore 5 cilindri in linea turbodiesel, è stato costantemente sviluppato nel corso degli anni, per un totale di 3 evoluzioni da corsa.

Nel 2004, con il pilota Bruno Saby e il navigatore Matthew Stevenson ha ottenuto il 6º posto assoluto, la potenza era di 231 CV. Nel 2005, grazie ad un motore da 260 CV e ai piloti Jutta Kleinschmidt e Fabrizia Pons, la Touareg ottiene il 3º posto; nel 2006 con i piloti Giniel de Villiers e Tina Thorner che ottengono il 2º posto assoluto con una versione della Touareg equipaggiata con motore Diesel da 275 CV. Nel 2007 è stato ottenuto il 4º posto assoluto dai piloti Mark Miller e Ralph Pitchford. Nel 2009 arriva il primo successo alla Dakar con Giniel de Villiers alla guida, mentre nel 2010 è Carlos Sainz a vincere la Dakar con questo mezzo. L'ultima evoluzione, la Race Touareg 3, con motore 2,5 litri turbodiesel da 310 CV ha colto la vittoria dell'edizione 2011 con Nasser Al-Attiyah.